# Ramaria australiana
Ramaria australiana är en svampart som först beskrevs av Cleland, och fick sitt nu gällande namn av R.H. Petersen 1969. Ramaria australiana ingår i släktet Ramaria och familjen Gomphaceae.   Inga underarter finns listade i Catalogue of Life.